# Otterthal
Otterthal là một thị xã thuộc huyện Neunkirchen trong bang Niederösterreich.